# Анна Луцюк
Анна Ярославівна Луцюк (24 травня 1989 с. Баїв, Луцький район, Волинська область) — українська письменниця, культурна менеджерка та літературна агентка.

## Біографія
Анна Луцюк народилась 24 травня 1989 року у селі Баїв, що у Волинській області. У 2008 р. закінчила Луцький педагогічний коледж.
Публікувалася у колективних збірках, антологіях. Авторка трьох поетичних книжок «В ополонці вербових котиків» (2003), «Імпровізація русалки» (2007), «Дефрагментація тиші» (2011) Тексти перекладені польською, болгарською, білоруською та англійською мовами. Учасниця всеукраїнських нарад молодих літераторів, що проходили в Ірпені (2003) та в Коктебелі (Крим, 2005). 
Організаторка літературної сцени фестивалю «Бандерштат» (2008-2017 рр, Луцьк) та упорядниця збірки «Бандерштатна антологія».
Протягом 2015-2020 працювала у книгарні «Є» (Луцьк). Кураторка програми Міжнародного літературного фестивалю Фронтера. Координаторка відеопроєкту «Фронтера: Говорить Волинь» про знакові події, місця і людей Великої Волині 
Є членкинею літературної студії «Лесин кадуб». З 2020 проживає у Львові, протягом 2020-2023 рр. працювала менеджеркою подій у Видавництві Старого Лева та харківському видавництві «Vivat»
Засновниця літературної майстерні КолоСлово. З 2023 року співпрацює з українськими письменниками як літературна агентка: 
«Перший рукопис – сокровенна річ. Він може бути неідеальним, потребувати допрацювань, можливо, його ніколи не видадуть. Але, будь ласка, ставтеся до нього з повагою, і співпрацюйте з тими, для кого це теж основа комунікації. Інколи вогник таланту треба роздмухати, підкинути ще дрів і досвіду, аби на ваше світло йшли сотні, тисячі читачів. Моя основна порада – писати. Писати серцем, писати з пристрастю про те, що додає блиску в очах. Не загравати з аудиторією, не підлаштовуватися під тренди. Так, важливо рухатися з часом в унісон, але дозволяйте собі випереджати і задавати тон. Відкривайтеся новим можливостям, експериментуйте з формою, звучіть на різних майданчиках онлайн і наживо. Але в першу чергу дослухайтеся до себе і рухайтеся у своєму темпі власним шляхом. Ви не станете другим Максом Кідруком чи Оксаною Забужко, але ви можете стати собою. Якщо обрали бути письменником/письменницею, то напишіть унікальну історію своїм життям.».
Виховує доньку Вишену.

## Творчість
- Поетична добірка про війну від українських письменників [6] (білоруське інтернет-видання «Taubin», 2022; переклад Андрей Хадановіч)
- Поетична добірка про війну від українських письменників «А для цього болю в мене для вас нема назв»: вірші та ілюстрації (інтернет-видання «Тиктор-медіа», 2022)[7]
- Антологія «Invasion» Ukrainian Poems about the War (Ірландія, 2022: Survision Books; переклад Анатоль Кудрявицький)
- Поетична добірка «Гарбузова жінка» (Часопис «Дзвін», Львів, 2019)
- «Бандерштатна антологія» (Луцьк, 2015: Твердиня)
- «Квіткова антологія» (зб.укр.поезії про квіти, Брустурів: Дискурсус,2013)
- Антологія «Нова украинска поезия» (Болгарія, 2012: Мультипринт; переклад Dimitar Hristov)
- Літературно-мистецький проєкт «Щоденник. Re: make» (Київ, 2012: Фенікс)
- Збірка поезій «Дефрагментація тиші» (Луцьк, 2011: Твердиня)
- Антологія молодих українських поетів «Літпошта» (Київ, 2009: Видавництво Жупанського)
- Польсько-українська антологія «Дотик» (Польща, Плешев, 2009)
- Збірка поезій «Імпровізація русалки» (Луцьк, 2007: Твердиня)
- Антологія літературної студії Лесин кадуб  «13 × 13» (Луцьк, 2007)
- Збірка поезій «В ополонці вербових котиків» (Луцьк, 2003: Волинська обласна друкарня)
- Антологія «Двадцять пригорщ з Лесиного джерела» (Луцьк, 2001)

## Відзнаки та стипендії
- 2011 р. — Лауреатка обласного літературного конкурсу «Неповторність»[1]
- 2011 р. — Лауреатка конкурсу молодіжної поезії пам'яті Леоніда Кисельова у номінації «Крила Ганімеда» (II місце)
- 2022 р. — Стипендіатка програми підтримки українських літераторів від PEN-Ukraine[8]
- 2023 р. — Стипендіатка резиденції «Spaces of freedom» (Асоціація КРОКОДИЛ, Белґрад, Сербія, 2023)[9]
- 2023 р. — Стипендіатка резиденції за підтримки Goethe-Institut та «Artist at Risk» (Саарбрюкен, Німеччина, 2023).
- 2024 р. — Стипендіатка резиденції  Українського Народного Дому (Перемишль, Польща, 2024).